# Avalanche (film, 1978)
Pour les articles homonymes, voir Avalanche (homonymie).
Pour plus de détails, voir Fiche technique et Distribution.
Avalanche est un film américain réalisé par Corey Allen, sorti en 1978.

## Synopsis
Une coulée de neige inonde une station de ski.

## Fiche technique
- Titre : Avalanche
- Réalisation : Corey Allen
- Scénario : Corey Allen et Claude Pola d'après une histoire de Frances Doel
- Producteur : Roger Corman, Michael Finnell producteur associé et Paul Rapp producteur exécutif
- Société de production et distribution : New World Pictures
- Photographie : Pierre-William Glenn
- Musique : William Kraft
- Montage : Larry Bock et Skip Schoolnik
- Direction artistique : Philip Thomas
- Décorateur de plateau : Sharon Compton
- Création des costumes : Jane Ruhm
- Pays de production :  États-Unis
- Format : Couleur (Metrocolor) - 35 mm - 1,85:1 - Son : Mono
- Genre : film catastrophe
- Durée : 91 minutes
- Dates de sortie :
  - États-Unis : 30 août 1978 (Los Angeles)
  - États-Unis : 29 septembre 1978 (sortie nationale)

## Distribution
- Rock Hudson (VF : Claude Bertrand) : David Shelby
- Mia Farrow (VF : Sylvie Feit) : Caroline Brace
- Robert Forster : Nick Thorne
- Jeanette Nolan : Florence Shelby
- Rick Moses : Bruce Scott
- Steve Franken : Henry McDade
- Barry Primus : Mark Elliott
- Cathy Paine : Tina Elliott
- Jerry Douglas : Phil Prentiss
- Antony Carbone : Leo the Coach
- Peggy Browne : Annette River
- Pat Egan : Cathy Jordan
- Joby Baker : Directeur TV
- X Brands : Marty Brenner
- Cindy Luedke : Susan Maxwell